# Meryeme Benamghar
Meryeme Benamghar, née le 21 mai 1990, est une karatéka marocaine.

## Carrière
Meryeme Benamghar est médaillée de bronze en kumite dans la catégorie des moins de 50 kg aux championnats d'Afrique 2010 au Cap.